# Старый Атлаш
Старый Атлаш — село в Старокулаткинском районе Ульяновской области России, административный центр Староатлашского сельского поселения.
Население - 896 (2010)

## География
Село находится в пределах Приволжской возвышенности, являющейся частью Восточно-Европейской равнины, при реке Атлашка, на высоте около 200 метров над уровнем моря. Рельеф местности холмистый. Абсолютные высоты водоразделов рек Ломовка, Атлашка и Мостяк достигают 310 и более метров над уровнем моря.  В радиусе 1-2 км в западном, северном и юго-восточном направлении от села - широколиственные леса. Почвы - светло-серые лесные и чернозёмы выщелоченные.
Село расположено в западной части района в 22 км по прямой от районного центра посёлка городского типа Старая Кулатка. По автомобильным дорогам расстояние до районного центра составляет 27 км, до областного центра города Ульяновска - 240 км. 
Часовой пояс
Старый Атлаш, как и вся Ульяновская область, находится в часовой зоне МСК+1. Смещение применяемого времени относительно UTC составляет +4:00.

## История
Основано в начале XVIII века выходцами из Алатыря на месте чувашского села, одну из улиц называют «Чываш урамы» («Чувашская улица»), некоторых жителей села считают представителями четвертого-пятого поколения потомков чувашей; кроме того, есть место, которое называют «Чываш мазары» («Чувашское кладбище»).  
В Списке населённых мест Российской империи по сведениям за 1859 год упоминается как казённая деревня Старый Атлаш Хвалынского уезда Саратовской губернии, расположенная при реке Атлаш по правую сторону тракта из города Хвалынска в квартиру второго стана и в Кузнецкий уезд на расстоянии 60 вёрст от уездного города. В населённом пункте насчитывалось 359 дворов, проживали 1257 мужчин и 1315 женщины, имелись 5 мечетей, училище, 3 мельницы. 
Согласно переписи 1897 года в Старом Атлаше проживали 3608 жителей (1741 мужчин и 1867 женщин), из них магометан - 3521.
Согласно Списку населённых мест Саратовской губернии 1914 года деревня Старый Атлаш являлась центром Старо-Атлашинской волости. По сведениям за 1911 год в деревне насчитывалось 807 дворов, проживали 4610 приписанных жителей и 544 "посторонних" жителя, имелись 7 мечетей, приёмный покой, базар. В селе проживали преимущественно бывшие государственные крестьяне, татары, составлявшие два сельских общества.

## Население
Динамика численности населения по годам:
| Годы      | 1859 | 1897 | 1911 | 1989  | 2002 |
| --------- | ---- | ---- | ---- | ----- | ---- |
| Население | 2572 | 3608 | 5154 | ≈1700 | 1174 |

| 2010 |
| ---- |
| 896  |

Национальный состав
Согласно результатам переписи 2002 года татары составляли 99 % населения села.

## Религия
Мечети
- Мечеть

## Известные уроженцы
- Барышев, Александр Петрович (1930–2016)— советский, российский дипломат.

## Достопримечательности
- Памятник защитнику Отечества (1972 г.)[12].